# Mick Jones
Michael Geoffrey Jones (Londres, Inglaterra; 26 de junio de 1955), más conocido como Mick Jones, es el primer guitarrista, cantante, compositor y cofundador de la banda punk británica The Clash y, además, fue el líder y fundador de Big Audio Dynamite. Actualmente, participa en Carbon/Silicon.

## Infancia y adolescencia
Jones nació en el barrio de Brixton, en el sur de Londres, hijo de padre galés y madre rusa judía. Sin embargo, vivió la mayor parte de su infancia con su abuela Stella en Gales. Jones comenzó a asistir a una escuela de arte ya que, según sus palabras, creía que era la mejor manera de encontrar gente dispuesta a formar una banda.
En 1975, con 20 años de edad, Jones formó la banda London SS junto a su amigo Tony James. El grupo nunca grabó ningún material oficial pero contó con muchos integrantes que luego participaron en bandas importantes de la primera ola del punk como los mismos Jones (The Clash) y James (Generation X), Brian James y Rat Scabies (The Damned) y Terry Chimes y Paul Simonon (compañeros de Jones en The Clash).

## The Clash

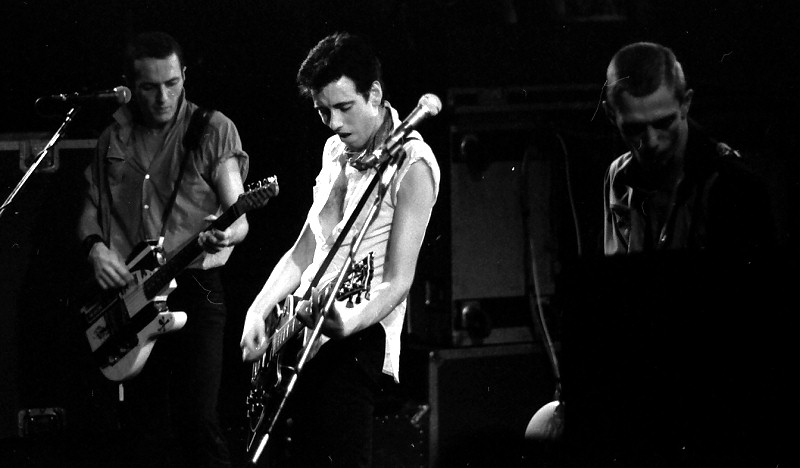
Foto mick jones 1976

En 1976, Mick Jones conoció a Joe Strummer, por ese entonces líder de The 101'ers, en un recital de múltiples bandas en Londres. En parte por recomendación de su mánager Bernie Rhodes, Jones invitó a Strummer a participar, junto a sus compañeros Simonon y Chimes, del grupo que poco después se convertiría en The Clash. Al mismo tiempo, en 1977 formó parte brevemente de The Rich Kids como cantante durante la primera gira del grupo pero luego fue reemplazado por Midge Ure (futuro cantante de Ultravox).
Junto a Strummer, Jones compuso la mayor parte de los temas de la banda además de tocar la primera guitarra y cantar gran parte de los temas. En 1983, Strummer y Simonon expulsaron a Jones de The Clash descontentos por su insistente experimentación musical y por su exagerada impuntualidad.
Por su participación en The Clash, en 2003 Jones fue incluido junto a la banda en el Salón de la Fama del Rock.

## Big Audio Dynamite

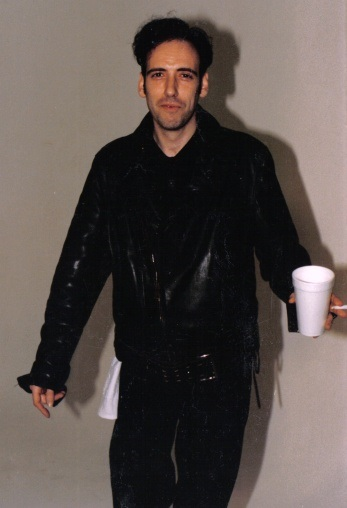
Mick Jones en marzo de 1987.

Después de su expulsión de The Clash, Jones formó la banda General Public. Sin embargo, para el momento de emisión de su primer álbum ya había dejado de participar en la misma (aun así la mayor parte de las pistas de guitarra del disco son de su autoría).
Tras su participación en General Public, en 1984 Mick Jones formó Big Audio Dynamite, usualmente conocido con las siglas BAD, junto al director cinematográfico Don Letts, que había colaborado en muchos de los videos de The Clash. El álbum debut de la banda, This Is Big Audio Dynamite, fue emitido un año después logrando bastante éxito comercial, principalmente gracias a la popularidad que logró el tema "E=MC2" en el Reino Unido.
Para el segundo disco de BAD, No. 10 Upping St., Mick Jones volvió a trabajar con Joe Strummer tanto en la composición como en la producción del nuevo álbum. Este trabajo en conjunto fue el último de Jones y Strummer juntos.
Para el tercer álbum de estudio de Big Audio Dynamite, Tighten Up, Vol.88, el ex Clash Paul Simonon colaboró haciendo el arte de portada. Poco después de su lanzamiento, Jones enfermó de neumonía y pasó muchos meses en el hospital. Luego de su recuperación, BAD lanzó Megatop Phoenix, antes de que Jones cambiara la alineación y renombrara la banda como Big Audio Dynamite II, emitiendo poco después The Globe.
En 1994, la alineación volvió a cambiar, al igual que el nombre que pasó a ser Big Audio, para lanzar el disco Higher Power. En 1995, se emitió un greatest hits, Planet B.A.D., así como un nuevo álbum de estudio, F-Punk, bajo el nombre original "Big Audio Dynamite". En 1997, se grabó el álbum Entering a New Ride pero solo fue emitido por Internet por las diferencias entre la banda y su discográfica, Radioactive Records. Finalmente, una nueva recopilación, llamada Super Hits, fue emitida en 1999.

## Proyectos posteriores
En 2005, Jones formó junto a Tony James, excompañero suyo en London SS y exmiembro de la banda punk Generation X, un nuevo grupo al que llamaron Carbon/Silicon. La banda realizó una gira británica y grabó tres álbumes, Sample This, Peace, Dope Factory Boogie y The Grand Delusion, no emitidos en el mercado. La razón para su no emisión es que Jones y James apoyan el uso de redes P2P para compartir sus trabajos por internet de manera gratuita. De hecho, su primera canción, "MPFree", hace referencia al tema de las redes P2P.
Jones también actuó como productor discográfico ocasionalmente como por ejemplo para el álbum debut de la banda londinense The Libertines, Up the Bracket. Después de las buenas críticas del álbum en los Estados Unidos y el Reino Unido, Jones produjo el segundo disco de la banda, el homónimo The Libertines. Poco después, colaboró con la producción de Down in Albion, el álbum debut del grupo Babyshambles del excantante de The Libertines Pete Doherty. Mick Jones también contribuyó cantando y tocando la guitarra en el tema "Mal Bicho" del álbum Rey azúcar de Los Fabulosos Cadillacs.
En 2003, Jones tuvo una breve aparición en la película Código 46 cantando el tema de The Clash "Should I Stay or Should I Go" en un karaoke. Sumado a esto, participó del clip de Babyshambles para la versión del tema de The Clash "Janie Jones", grabado a beneficio de la fundación Strummerville dedicada a la memoria del fallecido cantante Joe Strummer. En 2006, Jones participó en otro clip, esta vez el del tema "God's Gonna Cut You Down" de Johnny Cash. En 2007 Jones tocó con Primal Scream la canción de The Clash "(White Man) In Hammersmith Palais" durante la entrega de los premios NME Shockwave.
Jones se reunió con Simonon en el álbum de Gorillaz de 2010 Plastic Beach, en la canción "Plastic Beach". Jones también toca en la banda soporte en vivo de Gorillaz, tocando la guitarra rítmica, con Simonon. Se han presentado en el Festival de Coachella de 2010, Glastonbury y el Festival Internacional de Benicasim.